# Adalurnus
Adalurnus là một chi bọ cánh cứng trong họ Chrysomelidae.
Chi này được Maulik miêu tả khoa học năm 1936.

## Các loài
Chi này gồm các loài:
- Adalurnus rotundatus Maulik, 1936